# Polypersonální shoda
Polypersonální shoda je shoda slovesa v přísudku s více než jedním aktantem, většinou podmětem a předmětem. Mezi polypersonální jazyky patří baskičtina, gruzínština, inuitština, severokavkazské jazyky a mnohé indiánské jazyky (ajmarština, kečujština atd.).
Jedná se o typický rys polysyntetických jazyků.
Severozápadokavkazské jazyky (např. abcházština) mají polypersonální shodu až s pěti aktanty nebo volnými doplněními.

## Příklad
Ajmarština:
| ajm.      | česky           | osoby (podmět > předmět) |
| chur-ta   | dávám (jemu/jí) | 1 > 3                    |
| chur-i    | dává (jemu/jí)  | 3 > 3                    |
| chur-sma  | dávám (tobě)    | 1 > 2                    |
| chur-tam  | dává (tobě)     | 3 > 2                    |
| chur-itu  | dává (mně)      | 3 > 1                    |
| chur-istu | dává (nám)      | 3 > 4                    |
| chura-m   | dej (jemu/jí)   | 2 > 3                    |
| chur-ita  | dej (mně)       | 2 > 1                    |

Sloveso se může shodovat s různými aktanty, např. patiens (ajm. uñjista "vidím tě"), adresát (ajm. qillqista "píšu ti"), zdroj (origo, ajm. aläma "koupím od tebe"), posesor (ajm. wawam sartayaraqsma "vzbudil jsem tvé dítě"), kauzativní agens (ajm. nayamp Mariyar inklis yatichayitu "přinutil mě učit Marii anglicky") apod.